# Олег Макаров
Оле́г Григо́риевич Мака́ров (6 януари 1933, Удомля, Калининска област (тогава в Московска област), СССР – 28 май 2003) е съветски космонавт, 2 пъти Герой на Съветския съюз, кандидат на техническите науки.

## Биография
Роден е в с. Удомля (Тверска област) в семейство на военнослужещ на 6 януари 1933 г. Руснак.
През 1957 г. завършил Московското висше техническо училище "Н. Бауман, работил в легендарното „Конструкторско бюро на Корольов“ – ОКБ-1, където участвал в разработката на първите пилотирани космически кораби.
От 1966 г. е в Отряда на космонавтите, където преминал пълния курс по общокосмическа подготовка, подготовка за полети с космически кораби тип „Союз“, а така също и за полет на Луната.
През лятото на 1966 г. е Макаров е назначен за бординженер на един от първите пилотирани полети на новия космически кораб „Союз“, а през декември същата година като борден инженер за пилотирана мисия в лунна орбита като част от съветската лунна програма. След като американците стъпват на Луната с Аполо 11 Съветския съюз отменя своята програма и се насочва към космическите станции в ниска околоземна орбита.

### Союз 12
Макаров е назначен за бординженер за първата си космическа мисия на борда на космическия кораб „Союз 12“. Този полет е тестов на модификацията „Союз 7K-T“ след трагедията със „Союз-11“. Числеността на екипажа е била намалена от трима на двама космонавти и се тества спасителната система в случай на извънредна ситуация като снижаване на налягането в космическия кораб. Космонавтите използват скафандри по време на операция излитане-кацане и потенциално опасни маневри като скачване.
По време на полета космонавтите правят спектроскопски изследвания на земята.

### Союз 18а
Вторият старт е на 5 април 1975 г. Заради отказ на третата степен на ракетата-носител „Союз“ на около 192 km височина, ракетата започва да се отклонява от курса и полетът е прекратен. Приземяването става в авариен режим и космонавтите понасят претоварвания повече от 21 g. В официалните източници полетът се отбелязва като „Союз 18а“ или „Союз 18 – 1“.

### Союз-27
Следващият космически полети на Макаров е със „Союз 27“ и станцията „Салют 6“. Основната цел на полета е замяната на кораба на основната експедиция. Това е първата замяна на космически кораб в орбита. Продължителността на полета е близо 6 денонощия. Командир на мисията е Владимир Джанибеков.

### Союз Т
Макаров е назначен за бординженер в резервния екипаж на новия космически кораб „Союз Т“ ("Союз Т-2), който е първият пилотиран полет на тази серия, който се проведе през юни 1980 година. Това е първият „Союз“ с екипаж от трима космонавти от „Союз 11“ през 1971 г. насам (от „Союз 12“, на който е отново Макаров на борда, екипажите на „Союз“ са обслужвани само с 2 космонавти).
Екипажът, скачен със станцията „Салют-6“, работи там в продължение на около 11 дни.
Това е първият полет на Макаров, който е преминал, без да бъде прекратен по-рано.
| Космически полети на Олег Макаров                                  | Космически полети на Олег Макаров | Космически полети на Олег Макаров | Космически полети на Олег Макаров | Космически полети на Олег Макаров  |
| №                                                                  | Дата                              | КК                                | Функции                           | Продължителност                    |
| ------------------------------------------------------------------ | --------------------------------- | --------------------------------- | --------------------------------- | ---------------------------------- |
| 1                                                                  | 27 септември 1973                 | „Союз 12“                         | Бординженер                       | 1 денонощие 23 часа 15 мин 32 сек. |
| 2                                                                  | 5 април 1975                      | „Союз 18а“                        | Бординженер                       | 21 мин 27 сек.                     |
| 3                                                                  | 10 януари 1978                    | „Союз 27“                         | Бординженер                       | 5 денонощия 22 часа 58 мин 58 сек. |
| 4                                                                  | 27 ноември 1980                   | „Союз Т-3“                        | Бординженер                       | 12 денонощия 19 часа 7 мин 42 сек. |
| Сумарно време в космоса – 20 денонощия 17 часа 43 минути и 39 сек. |                                   |                                   |                                   |                                    |

## След космическата кариера
След последния му полет продължава да работи за НПО „Енергия“, в програмата за космическата станция „Мир“, както и за развитието на системата Енергия-Буран.
Член на КПСС от 1961 г. Бил е делегат на XXVI конгрес на КПСС.
Макаров е бил женен и имал 2 деца. Умира от сърдечен пристъп (инфаркт) на 28 май 2003 г. Погребан е в Останкинското гробище в Москва.

## Награди и звания
- Два медала „Златна звезда“ за Герой на Съветския съюз.
- Четири ордена „Ленин“.
- Орден „Синия Нил“ (Етиопия).
- Летец-космонавт на СССР.
- Почетен гражданин на градовете: Джезказган (Казахстан), Ровно (Украйна), Якутск (Русия).

## Памет
- Бронзов бюст на два пъти Героя на Съветския съюз О. Макаров е изграден в гр. Удомля.

## Класност
- Космонавт-изпитател 3-ти клас (29 ноември 1973).
- Космонавт-изпитател 2-ри клас (2 януари 1976).
- Космонавт-изпитател 1-ви клас (28 април 1979).